# Clube Atlético Metropolitano
El Clube Atlético Metropolitano es un club de fútbol brasilero de la ciudad de Blumenau. Fue fundado en 2002 y juega en el Campeonato Catarinense.

## Palmarés
- Campeonato Catarinense Serie B: 1

2018

## Entrenadores
- Clebão (?–mayo de 2010)[5]
- Mauro Ovelha (mayo de 2010–?)[5]
- Abel Ribeiro (?–agosto de 2014)[6]
- Pingo (agosto de 2014–agosto de 2015)[7][8]
- Valdir Espinosa (diciembre de 2015–febrero de 2016)[9][10]
- Caco Espinoza (interino- febrero de 2016–2016/2016–abril de 2016)[10][11]
- Cesar Paulista (abril de 2016–marzo de 2017)[12][13][14]
- Mauro Ovelha (marzo de 2017–?)[15]
- Marcelo Mabília (julio de 2018–febrero de 2019)[16][17]
- Isaque Pereira (interino- febrero de 2019)[17]
- Abel Ribeiro (febrero de 2019)[3][18]
- Isaque Pereira (interino- febrero de 2019–?)[18]
- Francisco Diá (2023)[19]
- Rodrigo Cascca (abril de 2024–presente)[4]

## Presidentes
- Saulo (?–2018)[20]
- Valdair Matias (2018–2024)[20][2]